# Bölgesel Amatör Lig
Die Bölgesel Amatör Lig (kurz BAL oder BAL Lig) ist seit ihrer Neugründung im Sommer 2010 die fünfthöchste Liga und höchste Amateurspielklasse im türkischen Fußball. Vor ihrer Neugründung wurde sie bereits in den Jahren 1991 bis 1995 ausgetragen.

## Spielmodus
Die Bölgesel Amatör Lig besteht aus elf Gruppen (2010/11: zwölf Gruppen, 2011/12 und 2012/13: 13 Gruppen), wobei hier jeweils im Modus „Jeder-gegen-Jeden“ mit Hin- und Rückspiel gespielt wird. Die ersten beiden Bestplatzierten in den elf Gruppen (22 Mannschaften) qualifizieren sich für die Play-off-Aufstiegsrunde, die zum Aufstieg in die TFF 3. Lig führt. Die Erstplatzierten der elf Gruppen kommen kampflos in die zweite Play-off-Runde. Von den restlichen elf Mannschaften werden acht für die erste Play-off-Runde ausgelost, die auf neutralem Boden ein Entscheidungsspiel gegeneinander austragen. Die drei Mannschaften, die nicht für die erste Play-off-Runde ausgelost wurden, kommen ebenfalls kampflos in die zweite Play-off-Runde.
Die zweite Play-off-Runde besteht aus den Erstplatzierten der elf Gruppen, den vier Siegermannschaften aus der ersten Play-off-Runde und den drei Mannschaften, die in der ersten Runde ein Freilos bekommen haben. Diese 18 Mannschaften bestreiten wiederum ein Entscheidungsspiel auf neutralem Boden, dessen Sieger in die unterste professionelle Spielklasse im türkischen Fußball, die TFF 3. Lig, aufsteigen.
Die beiden Letztplatzierten in den Gruppen steigen in die Süper Amatör Lig ab.

## Saisonbilanzen

### Aufsteiger der Bölgesel Amatör Ligi
| Saison  | Aufsteiger in die TFF 3. Lig |
| ------- | --- |
| 2010/11 | Erzurum Büyükşehir Belediyespor (1. Gruppe), Erganispor (2. Gruppe), Beşikdüzüspor (3. Gruppe), Çarşambaspor (4. Gruppe), Elazığ Belediyespor (5. Gruppe), Manavgat Evrensekispor (6. Gruppe), Kilimli Belediyespor (7. Gruppe), Aydınspor 1923 (8. Gruppe), Sandıklı Belediyespor (9. Gruppe), Maltepespor (10. Gruppe), Ümraniyespor (11. Gruppe), Küçükçekmecespor (12. Gruppe)        |
| 2011/12 | Bergama Belediyespor Fatih Karagümrük SK, Kayseri Şekerspor, Derince Belediyespor, Refahiyespor, Silivrispor, Çorum Belediyespor, Isparta Emrespor, Kahramanmaraş Belediyespor |
| 2012/13 | Düzyurtspor (1. Gruppe), Yeni Diyarbakırspor (2. Gruppe), 1930 Bafraspor (3. Gruppe), Payas Belediyespor 1975 (4. Gruppe), 68 Yeni Aksarayspor (5. Gruppe), Ankara Adliyespor (6. Gruppe), Kızılcabölükspor (7. Gruppe), Balçova Belediyespor (8. Gruppe), Ayvalıkgücü (9. Gruppe), Çıksalınspor (10. Gruppe), Tuzlaspor (11. Gruppe)                                                     |
| 2013/14 | Çine Madranspor, Erzin Belediyespor, Halide Edip Adıvar SK, Çatalcaspor, Niğde Belediyespor, Tire 1922 Spor, Bayburt Grup İl Özel İdare GS, Etimesgut Belediyespor, Zonguldak Kömürspor |
| 2014/15 | Cizrespor (1. Gruppe), Yomraspor (2. Gruppe), Dersimspor (3. Gruppe), Kozan Belediyespor (4. Gruppe), Kastamonuspor 1966 (5. Gruppe), Zara Belediyespor (6. Gruppe), Bodrum Belediyesi Bodrumspor (7. Gruppe), Manisa Büyükşehir Belediyespor (8. Gruppe), Sultanbeyli Belediyespor (9. Gruppe), Düzcespor (10. Gruppe), Tekirdağspor (11. Gruppe)                                        |
| 2015/16 | Afjet Afyonspor, Kütahyaspor, Elaziz Belediyespor, Kocaelispor, Türk Metal Kırıkkalespor, Erbaaspor, Halide Edip Adıvar SK, Muğlaspor, 12 Bingölspor |
| 2016/17 | Ergene Velimeşe SK, Güzelorduspor, Osmaniyespor FK, Şanlıurfa Karaköprü Belediyespor, Turgutluspor, Utaş Uşakspor, Erokspor, Yeni Altindağ Belediyespor, Mardin 47 Spor |
| 2017/18 | Adıyaman 1954 SK, Alibeyköy SK, Artvin Hopaspor, Fatsa Belediyespor, Gebzespor, Kırşehir Belediyespor, Nevşehirspor GK, Serik Belediyespor, Şile Yıldızspor |
| 2018/19 | Modafenspor, Kelkit Belediye Hürriyetspor, 68 Aksaray Belediyespor, Somaspor, Malatya Yeşilyurt Belediyespor, Yozgatspor 1959 FK, Belediye Derincespor, Ağrı 1970 SK, 1877 Alemdağspor |
| 2019/20 | Alanya Kestelspor, Arhavispor, Arnavutköy Belediyespor, Bergama Belediyespor, Bursa Yıldırımspor, İçel İdmanyurdu, Kahta 02 Spor, Kırıkkale Büyük Anadoluspor, Mardin Büyükşehir Başakspor, Yalovaspor |
| 2020/21 | Iğdır FK, Hendekspor, Kuşadasıspor, Orduspor 1967 |
| 2021/22 | Amasyaspor 1968, Arguvan Belediyespor, Ayvalıkgücü Belediyespor, Bulvarspor, Efeler 09, Eynesil Belediyespor, Kepez Belediyespor Muş 1984 Muşspor, Sapanca Gençlikspor |
| 2022/23 | Mardin 1969 Kahramanmaraş İstiklalspor, Sebat Gençlikspor, Tokat Belediye Plevnespor, Karabük İdman Yurdu, Talasgücü Belediyespor, Adana 1954 FK, Anadolu Üniversitesi, Bornova FK, Aliağa FK, Küçükçekmece Sinopspor, Sultanbeyli Belediyespor, Silivrispor, İnegöl Kafkas Gençlikspor                                                                                                   |
| 2023/24 | Beykoz İshaklı, Çorluspor 1947, Nilüfer Belediye, Tire 2021, Muğlaspor, 1926 Polatlı Belediyespor, Niğde Belediyespor, Viranşehir Belediyespor, Mazıdağı Fosfatspor, Çayelispor, Yozgat Belediyesi Bozokspor, Türk Metal 1963 |
| 2024/25 | 12 Bingölspor (1. Gruppe), 1926 Bulancakspor (2. Gruppe), Malatya Yeşilyurtspor (3. Gruppe), Kilis Belediyespor (4. Gruppe), Karadeniz Ereğli Belediyespor (5. Gruppe), Eskişehirspor (6. Gruppe), Denizli İdman Yurdu SK (7. Gruppe), Fethiye İdman Yurdu SK (8. Gruppe), Yeşil Yalova FK (9. Gruppe), Galata SK (10. Gruppe), İnkılap FSK (Play-off), Suvermez Kapadokyaspor (Play-off) |